# Aiaki
Ijaki – miejscowość w Kiribati; na atolu Onotoa; 777 mieszkańców (2006). Przemysł spożywczy.